# Brvitky
Brvitky jsou prvoci, vyznačující se větším počtem bičíků na přední části těla nebo po celém těle. Tím se podobají nálevníkům. Stavba jejich těla je velmi složitá. Jádro mají vždy jen jedno a to poměrně velké a bohaté na chromatin. Mohou se rozmnožovat nepohlavně, ale i pohlavně. Kopulace probíhá po vypuštění samčí a samičí gamety z cysty. Žijí v trávicím ústrojí termitů a některých druhů švábů. Dovedou rozkládat celulózu a tak umožňují svým hostitelům získávat živiny z pozřené dřevní hmoty.

## Zástupci
- Brvitka švábová (Lophomonas blattarum)